# Lommelygte
En lommelygte er en transportabel håndholdt lygte.

## Elektrisk lommelygte
Kilden til lyset er normalt en glødepære eller en lysdiode (LED). Normalt består lommelygter af en lyskilde, der er monteret i midten af et lysreflekterende materiale, en gennemsigtigt overdække (nogle gange kombineret med en linse) for at beskytte lyskilden og reflektoren, et batteri og en kontakt.